# Eugenia von Rom

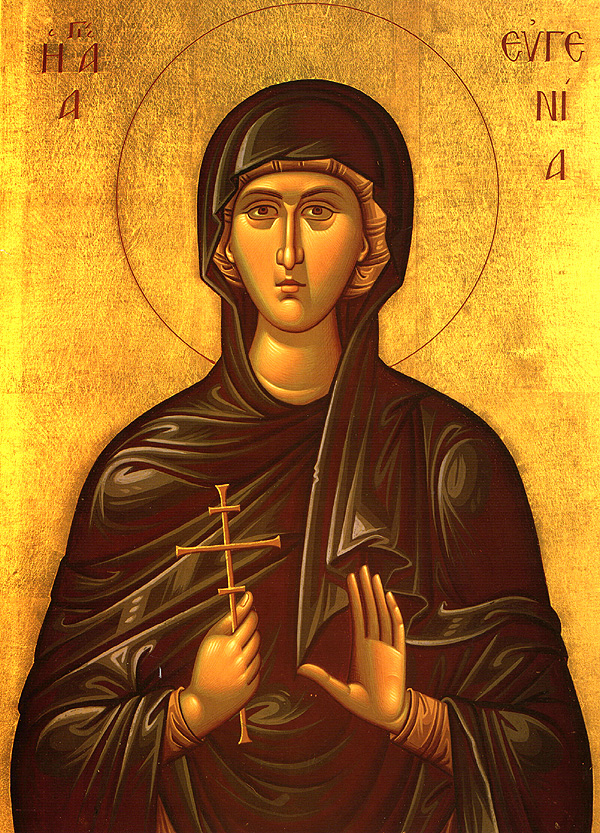
Hl. Eugenia, griechische Ikone

Eugenia von Rom (auch: Eugenia von Alexandria) (* um 180 in Rom (?); † 258 oder 262 in Rom) war eine legendäre Märtyrin. Sie wird in der katholischen und orthodoxen Kirche als Heilige verehrt. Ihr griechischer Name bedeutet übersetzt „Edelgeborene“.

## Leben und Legende
Nach einer schon in der Spätantike weit verbreiteten Lebensgeschichte soll Eugenia die Tochter des römischen Präfekten Philippus gewesen sein. Sie sei mit ihren Eltern um das Jahr 185 von Rom nach Alexandria gekommen, nachdem Philippus von Kaiser Commodus zum Präfekten von Ägypten ernannt worden war.
Sie wurde ausgebildet von den beiden Brüdern Protus und Hyacinthus, kam so zur Lektüre der Briefe des Apostels Paulus und bekehrte sich zum Christentum. Um ihren Glauben in klösterlicher Abgeschiedenheit leben zu können, verkleidete sie sich als Mann und trat gemeinsam mit ihren beiden Vertrauten und Lehrern Protus und Hyacinthus in ein Kloster ein. Dort wurde sie gemeinsam mit ihren Begleitern von Bischof Helenus von Heliopolis getauft.
Der Legende nach wurde sie bald darauf (immer noch unerkannt) zum Abt ihres Klosters gewählt. Da sie im Ruf stand über Heilkräfte zu verfügen, wurde sie von zahlreichen Hilfesuchenden aufgesucht. Als sich eine junge Frau in den vermeintlichen „Abt Eugenius“ verliebte und von diesem zurückgewiesen wurde, sei Eugenia von ihr wegen angeblicher Unzucht beim Präfekten verklagt worden, eine Parallele zur biblischen Anklage der Frau des Potifar gegen Josef. Sie musste sich daraufhin vor ihrem Vater Philippus verantworten. Diesem offenbarte Eugenia sich als seine Tochter, woraufhin sich auch Philippus zum Christentum bekehrte. Philippus wurde daraufhin abgesetzt, der Legende nach von den Christen Alexandrias im Weiteren zum Bischof gewählt, aber von Attentätern ermordet, die sein Nachfolger im Amt des Präfekten auf ihn angesetzt hatte.
Eugenia kehrte anschließend gemeinsam mit ihrer Mutter Claudia und ihren Gefährten Protus und Hyacinthus nach Rom zurück. Nachdem sie sich dort gemeinsam mit ihrer Mutter Claudia um Witwen in Rom gekümmert haben soll, habe sich Basilla, eine Verwandte Kaiser Valerians, an sie gewandt und um einen Besuch gebeten. Der Legende nach soll Eugenia daraufhin ihre Begleiter Protus und Hyacinthus zu Basilla geschickt haben, um ihr den Glauben zu verkünden. Als Basilla sich taufen ließ und deswegen eine bestehende Verlobung auflöste, verklagte sie der verschmähte Verlobte beim Kaiser. Dieser ließ Basilla, Protus und Hyacinthus verhaften und auch Eugenia als Anstifterin zusammen mit ihrer Mutter Claudia festnehmen. Gemeinsam mit ihren Gefährten wurde Eugenia als Christin verurteilt und enthauptet.

## Rezeption und Fakten

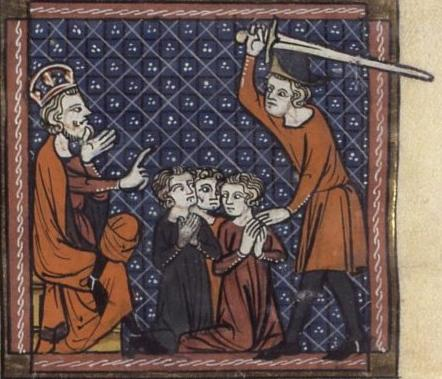
St. Eugenia mit Protus und Hyacinthus. Miniatur, 14. Jhd.

Die Lebensgeschichte der Eugenia dürfte die legendäre Ausschmückung eines tatsächlich bezeugten Martyriums einer römischen Frau in den Christenverfolgungen unter Kaiser Valerian und Kaiser Gallienus sein. Als Todesdaten werden entweder die Jahre 258 oder 262 angenommen. Die Lebensbeschreibung dürfte eng verknüpft sein mit zahlreichen ähnlichen legendären Martyriumszeugnissen aus derselben Zeit der Valerianischen Christenverfolgung. Erwähnt wird Eugenia als heilige Märtyrerin unter anderem von Avitus von Vienne und Venantius Fortunatus.
Bezeugt ist das Grab einer Märtyrin Eugenia im Coemeterium Aproniani an der Via Latina in Rom. Über diesem Grab war eine Basilika errichtet worden, welche im 8. Jahrhundert von den damaligen Päpsten restauriert wurde. Erhalten sind heute weder Grab noch Kirche.

## Verehrung
In Italien und Griechenland war die Verehrung der Eugenia in Spätantike und Mittelalter weit verbreitet. Sie wurde als Schutzpatronin gegen Taubheit und Besessenheit angerufen. Ihre Gedenktage sind:
- Katholisch: 25. Dezember
- Orthodox: 24. Dezember
- Armenisch: 16. Januar

## Darstellung
Mittelalterliche westeuropäische Darstellungen sind nicht bekannt; neuzeitliche Figuren und Glasmalereien zeigen sie meist mit Märtyrerpalme und/oder mit Kreuz oder Buch. Die Ikonenmalerei der Ostkirche zeigt sie meist mit einem Kreuz in der rechten Hand.

## Sonstiges
Gottfried Keller beschreibt die Eugenia-Legende in seinem Novellenzyklus Sieben Legenden (1872) ausführlich, allerdings deutlich abweichend von den spätantiken Vorbildern.